# Рязанська духовна семінарія
Рязанська Православна Духовна Семінарія — вищий професійний духовний навчальний заклад Рязанської єпархії Відомства православного сповідання Російської імперії, що здійснює підготовку священно-і церковнослужителів.

## Історія
У 1722 році в Сімеонівському монастирі митрополитом Рязанським Стефаном Яворським була відкрита арифметична школа. До 1729 року вона називається архієрейською школою.
У 1739 році вона іменується Слов'янською школою, а з 1741 року — Слов'яно-Латинською школою. Остання пізніше перебувала в Свято-Духівському монастирі, потім у Борисоглібському храмі, і далі в Троїцькому монастирі.
У 1751 році Слов'яно-Латинську школу перейменовують в «єпаршую семінарію». Число учнів в ній досягло 153 чоловік, і з 1753 року вона розміщується вже у Володимирській церкві.
У 1814 році там будується новий кам'яний будинок семінарії. До 1832 року й духовне училище і духовна семінарія знаходилися в одній будівлі, що було вкрай незручно. Число всіх учнів в 1829 році становило 1 289 осіб.
У 1832 році у генерал-майора Купріянова був куплений кам'яний двоповерховий будинок на Соборній вулиці за 25 тис. рублів. У ньому розмістилися повітове училище і двокласне парафіяльне училище.
У Рязанській духовної семінарії вивчалися такі предмети: богослов'я, філософія, риторика і поетика, славяноросійская граматика, латинська граматика, грецька мова, французька мова, німецька мова, єврейська мова, історія, географія, математика, фізика, архітектура, живопис.
У березні 1918 року Рязанська духовна семінарія закрита більшовиками.

## Ректори
- Феодосій (Михайлівський-Прокоф'єв) (1761—1763)
- Парфеній (Нарольский) (1772—1780)
- Августин (Сахаров) (1800)
- Ієронім (Алякринський) (1808—1823)
- Іліодор (Чистяков) (22 серпня 1823 — грудень 1827)
- Гедеон (Вишневський) (22 грудня 1827—1828)
- Аполлінарій (Вигилянський) (24 вересня 1828—1829)
- Арсеній (Москвін) (11 вересня 1829—1831)
- Феодотії (Озеров) (23 вересня 1831—1835)
- Афанасій (Дроздов) (грудень 1837—1840)
- Антоній (Смолін) (23 нроября 1840—1845)
- Макарій (Миролюбов) (10 січня 1858—1860)
- Василь (Гаретовський) (лютий 1868—1883)
- Іван (Смирнов) (25 квітня 1883 — 28 липня 1901)
- Григорій (Яцковський) (28 липня 1901—1908)
- протоієрей Павло (Казанський) (4 грудня 1908—1918)
- протоієрей Микола (Сорокін) (з 2004)
- протоієрей Димитрій (Гольцев) (з 22 жовтня 2015)